# Émeutes de 2021 en Irlande du Nord
 (avril 2021).
Si vous disposez d'ouvrages ou d'articles de référence ou si vous connaissez des sites web de qualité traitant du thème abordé ici, merci de compléter l'article en donnant les références utiles à sa vérifiabilité et en les liant à la section « Notes et références ».
Les émeutes en Irlande du Nord de 2021 sont une série d'émeutes survenue entre le 30 mars 2021 et le 9 avril 2021 dans les régions loyalistes de l'Irlande du Nord, ayant pour origine le quartier de Waterside, à Londonderry. Après quatre nuits d'émeute dans les régions loyalistes de Derry,, les troubles se sont étendus au sud de Belfast le 2 avril. Une manifestation loyaliste s'est transformée en une émeute violente (barres de fer, briques, bombes à essence). À la suite de ces évènements, les troubles civils se sont étendus à Newtownabbey le 3 avril, où des voitures ont été détournées et incendiées, et des bombes à essence ont également été utilisées contre la police. De graves troubles civils ont également eu lieu à Carrickfergus dans le sud du comté d'Antrim dans la nuit du 4 et au matin du 5 avril, au cours desquels des loyalistes ont créé des barrages routiers pour empêcher la police d'entrer dans les domaines locaux et ont lancé des bombes à essence et d'autres engins incendiaires sur les véhicules de police. La BBC l'a décrite comme la pire émeute en Irlande du Nord depuis des années.

## Contexte

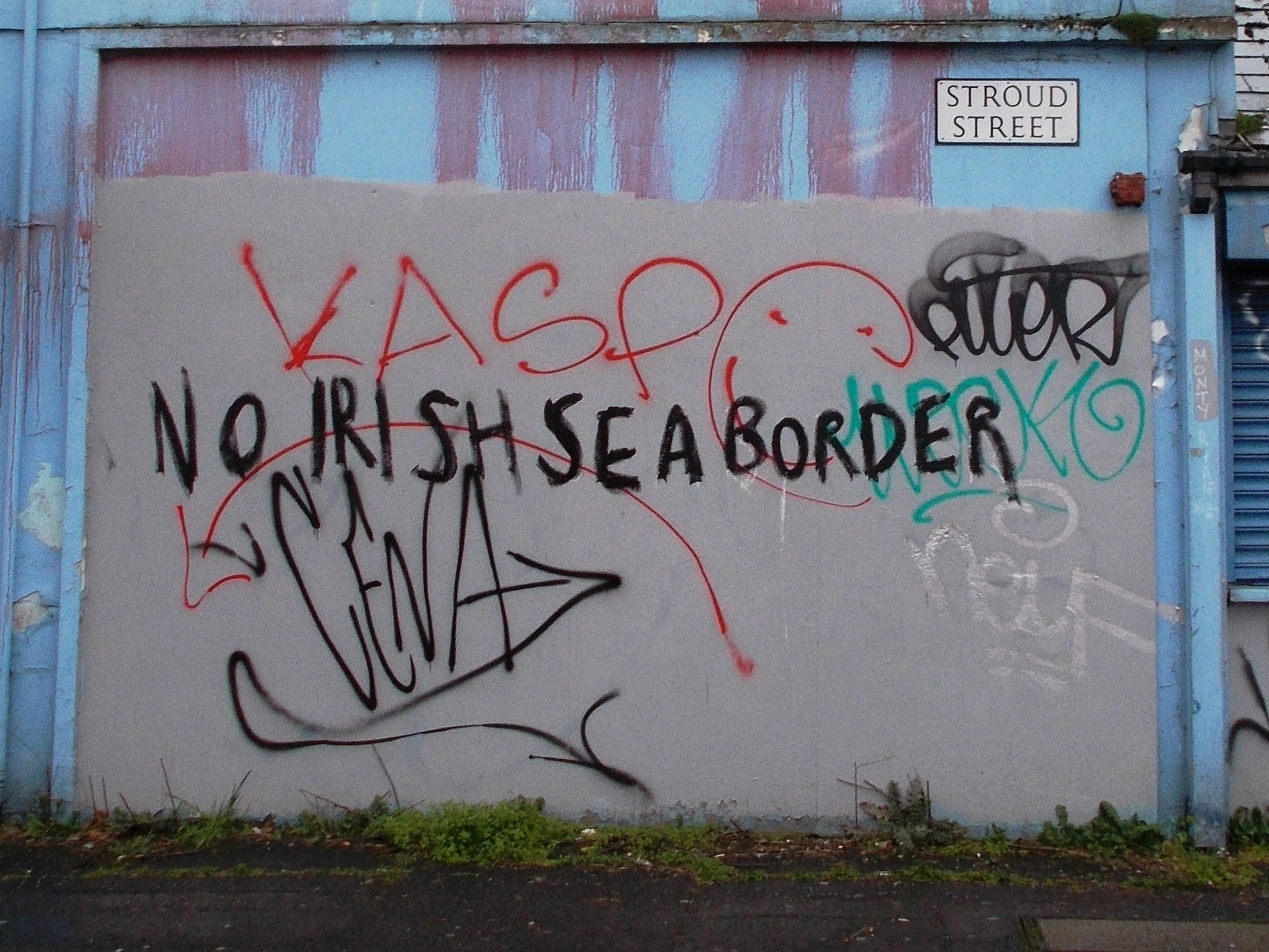
Graffiti à Belfast (février 2021).

Le Brexit a eu comme point d'achoppement la frontière au sein de l'île irlandaise.
Les émeutes ont eu lieu dans un contexte de tension au sein du loyalisme en Irlande du Nord. Les loyalistes et les unionistes ont fait valoir que les accords commerciaux post-Brexit ont créé des barrières entre l'Irlande du Nord et le reste du Royaume-Uni. Les groupements loyalistes ont retiré leur soutien à l'Accord du Vendredi saint jusqu'à ce que la frontière maritime soit supprimée. Un ouvrier portuaire de Larnea été contraint de déménager avec sa famille après avoir reçu une menace de mort d'un groupe paramilitaire loyaliste anonyme.
Des tensions sont également apparues plus tôt dans la semaine après que les autorités ont décidé de ne pas poursuivre 24 politiciens du Sinn Féin après avoir assisté aux funérailles du chef du renseignement de l'IRA Bobby Storey, enfreignant prétendument les restrictions dues à la pandémie de COVID-19. Les principaux partis unionistes, y compris le premier ministre Arlene Foster, ont appelé à la démission de Simon Byrne (en), le chef du service de police d'Irlande du Nord (PSNI), affirmant qu'il avait perdu la confiance de la communauté,. Foster avait tweeté « Résultat dévastateur pour la confiance du public dans le maintien de l'ordre. Il y aura des conséquences ».
Un autre facteur est que le PSNI a saisi à plusieurs reprises des drogues illicites de la brigade du Sud-Est d'Antrim de l'UDA (en), provoquant un sentiment de malaise particulier envers le PSNI.

## Émeutes

### Waterside, Derry
Les émeutes ont commencé dans le quartier unioniste de Tullyalley,. Les bombes à essence et les briques étaient les principales armes utilisées par les émeutiers là-bas et dans les quartiers principalement unioniste de Rossdowny Road et Lincoln Court,. Une maison de soins infirmiers à Nelson Drive a été attaquée, ce qui, selon la police, a causé « une peur et une détresse indicibles » aux résidents. Une pelleteuse a été incendiée ainsi que des palettes. Le désordre a continué le 4 avril lorsque des enfants, certains âgés de douze ans, ont été impliqués dans l'attaque du PSNI avec la maçonnerie, les bombes à essence et les feux d'artifice avec des équipes de pompiers également attaquées.
Douze officiers du PSNI ont été blessés, certains à la tête, d'autres aux jambes ou aux pieds.
Le 5 avril, un gang d'une vingtaine de jeunes a été vu sur le site d'une voiture en feu à Sperrin Park.

### Sandy Row, Belfast

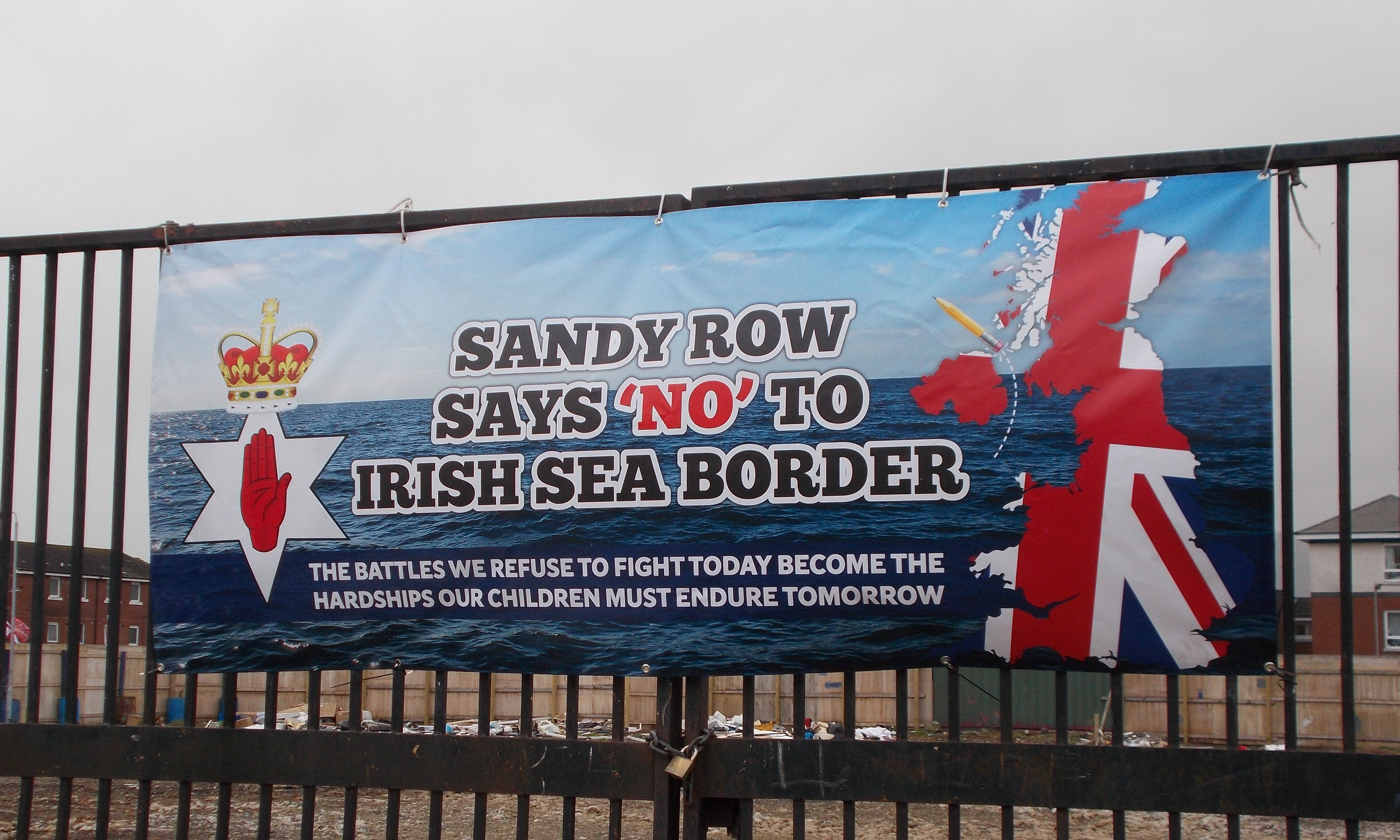
Bannière affichée dans Sandy Row (mars 2021).

Des troubles ont éclaté dans la région de Sandy Row (en), au sud de Belfast, le 2 avril. À la suite d'une protestation, une émeute a éclaté et les loyalistes d'Ulster ont attaqué le PSNI avec des bouteilles, des briques, des bombes à essence et des feux d'artifice. Huit personnes ont été arrêtées, dont un garçon de 13 ans. Le PSNI a déclaré que les personnes arrêtées étaient âgées de 13 à 25 ans.

### Newtownabbey
Des émeutes ont éclaté dans les quartiers loyalistes de Newtownabbey dans la soirée du 3 avril. Le PSNI a dit que 30 bombes à essence ont été lancées sur la police et que trois véhicules ont été détournés et incendiés pendant les émeutes dans les régions loyalistes d'O'Neill Road et de Doagh Road. Les troubles mineurs ont repris le 4 avril, bien que dans une moindre mesure que la nuit précédente.

### Carrickfergus, comté d'Antrim
Dans la nuit du 4 avril, les loyalistes de l'Ulster ont commencé à se rassembler dans la région de la route nord de Carrickfergus, incendiant des poubelles et les déposant de l'autre côté de la route. Quand la police est arrivée, des articles tels que des briques, des bouteilles et des dispositifs incendiaires ont été utilisés dans une tentative par les loyalistes d'Ulster de blesser la police et de les garder hors des domaines de Carrickfergus.
Le 5 avril, une foule de jeunes s'est rassemblée dans le quartier de North Road de la ville et a allumé un feu au milieu de la route. Des témoins ont déclaré que des bombes à essence avaient été lancées sporadiquement sur la police.

### Défilés non autorisés
Le 5 avril, des défilés non autorisés de loyalistes, certains portant des masques, ont eu lieu à Portadown, Ballymena et Markethill (en). Le PSNI enquête sur ces défilés car ils semblent ne pas avoir été notifiés à la Parades Commission (en).

### Belfast
Le 7 avril, un bus a été détourné par des jeunes loyalistes et incendié à la jonction de Lanark Way et Shankill Road à Belfast. Un photographe de Belfast Telegraph a été agressé et ses caméras ont été endommagées. Les émeutiers de chaque côté de la ligne de paix ont jeté des bombes à essence à travers elle.
Le 8 avril, des émeutiers se sont de nouveau rassemblés dans l'ouest de Belfast, lançant des briques, des bombes à essence et des projectiles sur la police sur la route nationaliste Springfield Road (en). En réponse, la police a utilisé des canons à eau. Le PSNI a confirmé que 19 agents et un chien policier avaient été blessés.

## Réactions

### Police locale
Le surintendant principal Darrin Jones, commandant de secteur de la ville de Derry et de la région de Strabane, a condamné les émeutes et le désordre comme « totalement inacceptables ». Il a ajouté: « Une maison de soins devrait être un lieu de refuge pour certaines des personnes les plus vulnérables de notre société" et "Je parlerai directement à ceux qui se sont révoltés la nuit dernière, comment vous sentiriez-vous si votre grand-mère ou grand-père était dans cette maison de soins et soumis à cette violence ? » Jones a également demandé aux « parents, tuteurs, représentants de la communauté ou élus » d'utiliser leur influence « pour s'assurer que les jeunes ne sont pas pris dans la criminalité et qu'ils sont gardés en sécurité et à l'abri du danger ».
Le 2 avril 2021, le surintendant principal Simon Walls, commandant du district de Belfast, a déclaré qu'une "petite manifestation locale s'est rapidement transformée en une attaque contre la police". Le jour suivant, il a dit que c'était une "vraie tragédie" que des enfants aussi jeunes que 13 ou 14 ans faisaient partie des personnes arrêtées et "assises dans une salle de garde ce matin" et faisant face à une enquête et à une condamnation possible. Walls a exhorté « les personnes ayant de l'influence à essayer de demander à quiconque est intéressé par la violence de prendre du recul » et de « résoudre pacifiquement les tensions ou les disputes ».
Le surintendant principal Davy Beck a déclaré dans l'après-midi 5 avril 2021 que la police était prête à affronter davantage de violence, mais a exhorté les dirigeants communautaires à empêcher « une troisième nuit de troubles dans la région de Cloughfern et Newtownabbey/Carrickfergus ». Beck a également dit qu'il croyait qu'un « petit groupe d'éléments criminels désaffectés qui sont clairement impliqués dans l'influence des jeunes » était responsable des émeutes.

### Élus d'Irlande du Nord
La ministre de la Justice de Stormont et chef de file du Parti de l'Alliance, Naomi Long, a déclaré que les mots utilisés par les dirigeants politiques « ont des conséquences » et que les émeutes ne sont dans l'intérêt de personne - ni les officiers qui s'en occupent, ni les jeunes, pour la plupart, qui risquent leur avenir en s'engageant dans cela. Long a dit que les dirigeants doivent « se comporter de manière responsable et réduire la rhétorique incendiaire de ces derniers jours ».
La première ministre Arlene Foster a également critiqué les émeutiers, exhortant les jeunes à "ne pas se laisser entraîner dans le désordre" et a déclaré que la violence « n'améliorera pas les choses ». Foster a également demandé aux «parents de jouer leur rôle et d'être proactifs dans la protection de leurs jeunes adultes».
Parmi les députés du Sinn Féin, Paul Maskey a déclaré que les jeunes étaient « utilisés par des éléments sinistres » et a tenu le Parti unioniste démocrate (DUP) responsable de l'agitation des tensions ; Gerry Kelly (qui est membre du conseil de police en plus d'être député) a accusé le leadership unioniste « en particulier le DUP » d'utiliser une rhétorique incitant à la violence. John O'Dowd (en) a condamné le défilé non autorisé à Portadown, en disant qu'il était « mené par des hommes masqués à travers les rues » et avait l'intention d'intimider la communauté locale.
Le député du Parti unioniste d'Ulster, Doug Beattie (en), a déclaré que « chacun porte la responsabilité » de la violence.
Le conseiller du DUP, David Ramsey, a déclaré que l'émeute était « tellement déprimante » à voir et« j'ai travaillé avec des jeunes à Waterside pendant de nombreuses années. Je n'ai jamais vu de colère comme celle-ci ».

### Hors d'Irlande du Nord
À la suite des émeutes, le Taoiseach Micheál Martin, le Premier ministre britannique Boris Johnson et le président américain Joe Biden ont condamné la violence, exprimé leur inquiétude et appelé au calme.